# Potala
Palača Potala (standardnotibetansko པོ་ཏ་ལ; poenostavljeno kitajsko: 布达拉宫; tradicionalno kitajsko: 布達拉宮) je palača, ki se nahaja v Lasi v Avtonomni pokrajini Tibet, na Kitajskem. Imenuje se po gori Potalaka (kamniti rt na južnem koncu Indije), mitološkem bivališču Avalokitešvara (dob.: 'gospod, ki gleda dol'; to je bodhisatva sočutja, utelešenje vseh Bud). Palača Potala je bila glavna rezidenca dalajlam vse do 14. dalajlame, ki je, v času tibetanske vstaje leta 1959, pobegnil v Dharamsalo v Indiji. Od tedaj dalje je v palači Potala muzej.
Bodhisatva (bō'dĭsät `wə) (sanskrtsko za 'razsvetljeno bitje'), v začetku budizma izraz, ki se nanaša na Budo, preden je dosegel najvišje razsvetljenje. Duhovna pot Bodhisatve je osrednji nauk mahajana budizma.)
Veliki Peti dalajlama Lozang Gyatso je začel z gradnjo palače Potala v letu 1645 po tem, ko je eden od njegovih duhovnih svetovalcev, Končog Čophel († 1646) predlagal, da je mesto idealno za sedež vlade, ki se je do tedaj nahajala med samostanoma Drepung in Sera ter starim delom mesta Lasa. Na predlaganem mestu so bili ostanki starejše trdnjave, ki jo je zgradil Songcen Gampo že leta 637.
Objekt meri v tlorisu 400 krat 350 metrov, v višino pa 117 m in ima 13 nadstropij. Na najvišjem delu imenovanem Ri Marpo (Rdeča palača), se nad mesto dvigne več kot 300 m. Kamniti zidovi so zidani poševno tako, da je debelina spodaj tudi 5 m, povprečno pa 3 m. Gre torej za protipotresno gradnjo. V zgradbi je več kot 1000 sob, 10.000 oltarjev in okoli 200.000 kipov. 
V Lasi so sicer trije glavni griči, ki predstavljajo zaščitnike Tibeta in sicer: Čokpori, leži južno od palače Potala in je duša gore Vadžrapani, Pongvari duša Mandžušrija in Marpori, hrib, na katerem stoji palača Potala.

## Zgodovina
Palača Potala je zgrajena na ostankih starejše trdnjave iz leta 637, ki jo je zgradil Songtsän Gampo. Od prvotnega objekta sta ohranjeni dve kapelici na severozahodnem vogalu palače. Ena je Phakpa Lhakhang, druga Čogjel Drupuk. Služili sta Songcen Gampu za [[meditacija|meditacijo]. 
Lozang Gjatso, veliki 5. dalajlama, je začel z gradnjo sodobne palače Potala v letu 1645. Zunanji objekt je bil zgrajen v 3 letih, medtem ko je notranjost, skupaj z opremo, nastajala 45 let. Dalajlama se je z vlado preselil v Potrang Karpo ('Bela palača') leta 1649. Potrang Marpo ('Rdeča palača') je bila dograjena med letoma 1690 in 1694. Celotna gradnja je trajala vse do leta 1694, še približno dvanajst let po smrti 5. dalajlame. Palača Potala je služila dalajlamam kot zimska rezidenca. 
Med tibetansko vstajo proti Kitajski leta 1959, je bila palača nekoliko poškodovana. Ušla pa je poškodbam med kulturno revolucijo leta 1966 z osebnim posredovanjem Džou Enlaja, ki je bil takrat premier Ljudske republike Kitajske. Kljub temu pa so bili skoraj vsi spisi (več kot 100.000), zgodovinski dokumenti in druga umetniška dela bodisi odstranjena, poškodovana ali uničena. 
Palača je bila prvič obnovljena tudi od leta 1989 do 1994.
Palača Potala je bila vpisana na seznam Unescove svetovne dediščine leta 1994. Leta 2000 in 2001 so dodali na seznam tudi tempelj Jokhang in palačo Norbulingka. Unesco je izrazil zaskrbljenost nad gradnjo sodobnih objektov v neposredni bližini palače, saj naj bi ogrožali edinstveno vzdušje ob palači. Kitajska vlada se je odzvala na to z uzakonitvijo prepovedi gradnje vseh objektov višjih od 21 metrov. UNESCO je bil tudi zaskrbljen zaradi uporabljenih materialov za obnovo palače, ki se je začela leta 2002, vendar je vodja obnove Čjangba Gesang pojasnil, da so bili uporabljeni le tradicionalni materiali in način izvedbe. 
Od 1. maja leta 2003 dalje, je bilo število obiskovalcev palače omejeno na 1600 na dan, delovni čas pa skrajšan na šest ur dnevno. S tem ukrepom so želeli zaščititi objekte pred prevelikim obiskom (pred tem je bilo tudi do 5000 obiskovalcev na dan) in kvarnim vplivom na razstavljene predmete. Zaradi nadaljnjih poškodb so bili prav tako prepovedani obiski strehe. Kvote obiskovalcev so povečali 1. julija 2006 ob odprtju železniške proge na 2300 dnevno, vendar je kvota pogosto dosežena že v dopoldanskem času. V mesecih od julija do septembra, ko je sezona obiskovalcev na višku, je obiskovalcev tudi več kot 6000.

## Arhitektura
Palača Potala je zgrajena na nadmorski višini 3700 metrov, na gori Ri Marpo ('Rdeča gora') v središču Lase. S svojimi obsežnimi navznoter nagnjenimi zidovi, okni razdeljenimi v ravnih vrstah in ravnimi strehami na različnih ravneh, daje videz trdnjave. Na južnem vznožju skalnega hriba je velik prostor obdan z zidovi in vrati ter velikim stebriščem na notranji strani. Niz enostavnih stopnišč, ki se razvejajo po stopnjah, pomagajo k lažjemu dostopu do vrha oziroma vstopa v palačo. Okna palače so zelo skrbno izdelana, pobarvana in poslikana. Palača, ki na zunaj deluje kot trdnjava, je v notranjosti po stenah in tramovju bogato okrašena in poslikana, tudi s pozlatami.
Velika Bela palača določa obliko in velikost celotnega sklopa zgradb palače Potala. Osrednji del, ki se imenuje 'Rdeča palača', je škrlatne barve, je drugačne oblike in prekrita s pozlačenimi strehami. Vsebuje glavne dvorane, kapele in svetišča preteklih dalajlam.

### Bela palača
Bela palača ali Potrang Karpo predstavlja bivanjski del namenjen duhovščini. Prva Bela palača je bila zgrajena v času petega dalajlame in se je vanjo, skupaj z vlado, preselil leta 1649. Trinajsti dalajlama jo je v začetku dvajsetega stoletja dogradil do današnje velikosti. Palača je bila namenjena posvetni rabi. V njej so bili bivalni prostori, pisarne, učilnice, sprejemnice, upravni prostori in samostanski del. Osrednje, rumeno pobarvano dvorišče znano kot Deyangshar, ločuje bivalne prostore lam od drugih redovnikov in od Rdeče palače. V Beli palači je tudi zlata stupa osmega dalajlame, knjižnica s pomembnimi budističnimi spisi Kangjur (108 enot) in Tengjur (225 enot). Rumena stavba ob dvoriščni strani Bele palače je ovešena z ogromnimi transparenti vezenimi s svetimi simboli.

### Rdeča palača
Rdeča palača ali Potrang Marpo je v celoti namenjena verskim študijem in budističnim molitvam. Sestavljena je iz zapletene postavitve različnih dvoran, kapel in knjižnic na različnih ravneh, s kompleksno vrsto manjših galerij in ovinkastih hodnikov. V Rdeči palači počiva v stupah kar osem tibetanskih dalajlam. Dvorane in kapele so do zadnjega kotička napolnjene z verskimi vsebinami. Tukaj so podobe Bud, ki se jim je uspelo z dobrodelnostjo, požrtvovalnostjo in meditacijo povzpeti nad meje posvetnega življenja. Najdemo podobe bodhisatve, ki pomagajo ljudem ter duhovnike. Prav tako pa so pogosto naslikane strašljive podobe jeznih božanstev, ki renčijo, nosijo verige iz lobanj in podobno. Njihova jeza je uperjena na ljudi in slepila, ki se jih oklepajo. 

#### Velika zahodna dvorana
Osrednja dvorana Rdeče palače je Velika zahodna dvorana ali prestolna dvorana, ki je sestavljena iz štirih velikih kapel, ki oznanjajo slavo in moč graditelja Potale, petega dalajlame. Dvorana je znana po svojih lepih freskah, ki spominjajo na perzijske miniature in prikazujejo dogodke iz življenja petega dalajlame ter poročajo o zgodovini tibetanskega budizma. 
V prvem nadstropju nad Zahodno kapelo so številna velika okna, ki prostor osvetljujejo in služijo prezračevanju Velike dvorane ter kapel. Med okni so odlične freske, ki prikazujejo podrobnosti iz časa gradnje palače Potala.
Iz drugega nadstropja je mogoč dostop do osrednjega paviljona, ki se uporablja za obiskovalce palače, za nakup osvežilne pijače in spominkov. 
V tretjem nadstropju je poleg fresk tudi vrsta temnih sob, kjer hranijo ogromne zbirke bronastih kipov in miniaturnih figuric izdelanih iz bakra in zlata. 

#### Sveta kapela
Na severni strani Velike zahodne dvorane v Rdeči palači se nahaja najbolj sveta kapela. Velike modre in zlate napise nad vrati je v 19. stoletju napisal Kitajski cesar Tongdži in razglašajo budizem kot blagoslovljeno področje. Ta kapela, kot tudi jama Darma pod njo, sicer izvirata iz sedmega stoletja. Kapela vsebuje majhen star kip Avalokitšvara in dveh njegovih spremljevalk. Na tleh je majhen, temen prehod v jamo Darma, kjer je Songsten Gampo študiral budizem. V jami so svete podobe Songsten Gampa, njegove žene in njegovega ministra, Sambhota, učenjaka, ki je razvil tibetansko pisavo ter številna božanstva. 

#### Severna kapela
Severna kapela prikazuje kronanje Bude Sakjamunija na levi in petega dalajlamo, ki sedi na čudovitem zlatem prestolu, na desni strani. Višina kipov je enaka, kar pomeni enak status. Na skrajni levi strani kapele je zlata stupa - grob enajstega dalajlame, ki je umrl kot otrok. Na desni strani kapele so Avalokitešvara in njegove zgodovinske inkarnacije, Songcen Gampa in prvi štirje dalajlame. Pisma pokrita s svilo, v etuijih z lesenimi pokrovi, predstavljajo specializirano knjižnico.

#### Južna kapela
Južni kapela je posvečena Padmasambhavi, legendarnemu indijskemu magu in svetniku, ki je v 8. stoletju prišel v Tibet, si podredil demone domačinov in jim ukazal verovati v budizem. Njegova družica Yeshe Tsogyal, kraljevo darilo, sedi na njegovem levem kolenu in njegova druga žena, ki je bila iz rodne dežele doline Swat, na njegovi desni strani. Na levi je prikaz osmih svetih duhov, na desni pa osem srditih gospodarjev čarobne moči, ki so si podredili demone vere Bon.

#### Vzhodna kapela
Kapela vzhoda je posvečena reformatorju Congkhapi, ustanovitelju sekte Gelugpa (Rumene čepice). Njegov je osrednji kip, obdan je z lamami iz samostana Sakja, kjer so oblikovali pravila sekte. Kipi so narejeni iz različnih materialov in imajo plemenite izraze.

#### Zahodna kapela
Kapela je posvečena prvim petim reinkarnacijam dalajlame. Tukaj je tako pet zlatih stup. Velika osrednja stupa, visoka 14,85 metra, vsebuje mumificirano telo 5. dalajlame. Stupa je zgrajena iz sandalovine in prevlečena z več kot 130 kg zlata ter posuta s 18.680 biseri in poldragimi kamni. Na levi stoji stupa 12. dalajlame, na desni pa 10. dalajlame. 
V grobnico 13. dalajlame, ki je visoka 22 metrov, se pride iz zgornjega nadstropja. Zgrajena je bila leta 1933. Sama stupa je visoka 14 m in obložena s tono zlata in dragulji. Tukaj je tudi mandala izdelana iz 200.000 biserov, nanizanih na vrvice in okrašena z dragimi kamni in koralami. Freske v tradicionalnih tibetanskih stilih prikazujejo številne dogodke iz življenja 13. dalajlame v zgodnjem 20. stoletju. Vse stupe vsebujejo tudi pomembne svete spise.

## Steber Zhol
Kamnit steber iz leta 764 ali malo kasneje, Džol ali Döring Čima, je prvotno stal v vasi Džol ob vznožju Potale. Danes stoji steber zanemarjen v novem parku pod palačo Potala. Na njem naj bil najstarejši primer tibetanskega zapisa.
Steber vsebuje posvetilo slavnemu tibetanskemu generalu in opis njegovih zaslug za kralja, med njimi pohodi proti Kitajski, ki so dosegli vrhunec s kratko osvojitvijo kitajskega glavnega mesta Čangan (sodobni Šjan) leta 763 našega štetja, ko so Tibetanci za cesarja začasno nastavili sorodnika princese Džinčeng Gongdžu (Kim-šeng Kong co).